# Josephine Wapakabulo
Josephine Kasalamwa Wapakabulo, aussi Josephine Wapakabulo Thomas, est une ingénieure et cheffe d'entreprise ougandaise. Elle est à la tête de la Direction de la Compagnie nationale de pétrole d'Ouganda (en) (UNOC). Elle a été nommée en juin 2016, la première à tenir ce poste,.

## Formation
Elle est née en 1976 à Arusha, en Tanzanie. Elle est la fille d'Angelina Wapakhabulo (en), militante et diplomate ougandaise, et de James Wapakhabulo (en),  ancien ministre des affaires étrangères d'Ouganda. Elle a étudié à l'Université de Loughborough au Royaume-Uni, l'ingénierie électrique et électronique, obtenant un doctorat dans le domaine. Elle est également titulaire d'une maîtrise en administration des affaires (MBA) de l'Institut européen d'administration des affaires (INSEAD) en France.

## Carrière
De 2000 à 2002, Wapakabulo travaille comme organisatrice communautaire à Coventry, au Royaume-Uni. De 2002 jusqu'en 2006, elle travaille comme associée de recherche au Groupe de conseil LSC à Lichfield, au Royaume-Uni. En 2006, elle rejoint Rolls-Royce à Derby, en tant que spécialiste des processus d'affaires et d'ingénierie de l'information, jusqu'en 2011. De 2011 jusqu'en 2014, elle travaille chez Rolls-Royce à Berlin, en Allemagne,.
Entre 2014 et 2015, elle est cheffe des opérations à La Walk Free Foundation à Perth, en Australie. En 2015, elle retourne dans son pays natal, l'Ouganda, et travaille comme consultante en affaires à Kampala, jusqu'en 2016. Elle est nommée par le Conseil d'administration de l'UNOC, en juin 2016.
Elle occupe son poste à la Compagnie nationale de pétrole d'Ouganda (en) depuis le 1er août 2016,.